# Joaquim Homs
Joaquim Homs i Oller (født 21. august 1906 Barcelona, Spanien - død 9. september 2003) var en spansk komponist og cellist.
Homs studerede i begyndelsen cello privat i Barcelona, men slog over i komposition og studerede privat hos Roberto Gerhard. Han har skrevet en symfoni, orkesterværker, kammermusik, instrumentalværker, korværker, vokalmusik etc. Han skrev moderne musik, som bar præg af fri kontrapunktisk stil bevægende mod atonalt tonesprog. Senere i sit liv begyndte han at bruge tolvtone teknik i sine kompositoner.

## Udvalgte værker
- Symfoni "Breu" (Kort Symfoni) (1972) - for orkester
- "Variationer over et populært Katalansk Tema" (1943) - for orkester
- Duet (1936) - for fløjte og klarinet
- 4 salmer (1939) - for baryton og kammerorkester